# 中央通訊社
中央通訊社，簡稱中央社，是中華民國的國家通訊社。1924年4月1日由中國國民黨在廣州成立，1949年隨中華民國政府播遷臺灣。1996年依據《中央通訊社設置條例》從公司轉為由中華民國政府捐助成立的財團法人機構，改制為國家通訊社。目前總社設於臺北市中山區的志清大樓。

## 沿革

### 中國大陸時期
廣州創社
1910年9月，中國全國報界俱進會在北京舉行第二屆年會，會中決議設立一家通訊社，並計劃先以北京、上海、東三省、蒙古、西藏、新疆及歐美為發稿範圍，其次推及中國內陸城市；但不久後該會解體，未能實行該項決議。1920年5月，中國全國報界聯合會在廣州舉行第二屆年會，會中決議組織一家國際通訊社；但不久後該會也解體，一樣未能實行該項決議。
1924年1月20日至1月30日，國民黨在廣州舉行全黨改組後的第一次全國代表大會；第一次全國代表大會閉幕後，隨即召開第一屆一中全會，選舉中央常務委員與中央委員會各部部長；中央常務委員戴季陶兼任中央宣傳部第一任部長。1924年3月28日，國民黨中央執行委員會發布第29號通告，明定中央宣傳部組織中央社，定於該年4月1日開始發稿，同時規定各地方黨部及黨員均有供給新聞資料之義務；中央社成為國民黨第一個黨營文化事業。這份通告出自戴季陶的手筆，發布時間與一中全會閉幕相距不到兩個月，也是中央宣傳部成立後的第一件大事。1924年4月1日，中央社在廣州成立，全名為「中國國民黨中央執行委員會宣傳部通訊社」，規模較小，發稿範圍侷限於廣州。1925年7月1日，國民政府在广州成立，当时国民政府和国民党中央党部所有重要文告和各部中央消息都交由中央社编發，中央社每日發稿次數從1次增為2至3次。
南京和重慶時期
隨着國民革命軍北伐，中央社總部在1927－1937年定於南京市，1938－1945年遷至陪都重慶，1945－1948年遷回南京市。
1926年7月9日，蔣中正就任國民革命軍總司令，北伐开始，先攻湖南；中央社记者随军采访，逐日报道北伐军消息；國民革命軍攻克一地，中央社隨軍記者立即以急電回報總社，並以其隨身攜帶的油印機每日印發軍報；這是中央社第一次隨軍報導戰爭新聞。但隨著北伐戰爭範圍擴大，當時總數稀少的中央社工作人員不足以處理戰爭新聞，各地戰爭新聞多由各軍政治工作人員代送至中央社總社，經編輯後發稿。
1926年10月，北伐军攻克武汉與南昌，中國共產黨挾持武漢的一部份國民黨中央委員建立武汉国民政府，在武汉建立了另一個中央社。1927年4月12日，蔣中正发动四一二事变，宣告武汉国民政府為非法政府；1927年4月18日，國民政府定都南京。1927年5月初，國民黨中央委員會決定，中央社總社從廣州遷入南京成賢街沙塘園中央黨部，工作人員10餘人，定於該年5月6日開始發稿；1927年9月，中央社總社隨國民黨中央黨部遷至南京丁家橋，工作人員增為25人。1927年5月6日，中央社開始發稿，第一篇社稿是國民黨中央宣傳部部長胡漢民撰寫的〈共黨挾持下的武漢政府〉。
寧漢復合後，武漢中央社便于1928年遷至南京合併在中央党部楼内。早期的中央社規模很小，工作人員僅20餘人，沒有自己的電訊設施，只是利用兩部老式收音機抄收一些國外通訊社的廣播稿，同時抄錄一些黨政官報上的文章，免費送給京滬各報。
1932年4月21日，国民党中央宣传部秘书萧同兹面見總裁蔣中正，提出中央社改組的三原則：一是總社迁出中央党部，全名改為「中央通訊社」，对外独立经营；二是以新聞為本位，自設無線電新聞專業電台；三是以不違背中華民國法律與國民黨黨紀為前提，独立處理新聞。也有一說，指稱萧同兹也要求中央社社長拥有人事自主权。当党中央同意后，萧又提出“工作专业化”、“业务社会化”、“经营企业化”三项改革目标。為达到此目标，萧还拟定了《全国七大都市电讯网络计划》和《中央社十年发展计划》。
1932年5月1日，国民党改组中央社，中央社全名改為「中央通訊社」，在南京洪武路寿康里两幢一楼一底的房屋。改组后的中央社实行社长制，萧同兹担任社长。
從1932年開始，中央社在全國陸續設立分社，派駐随军小组、总社特派员、特派记者、特约记者、特约通訊員，建立通訊網絡。当时内部架构：
- 社长萧同兹
  - 秘书室：秘书曹荫穉
- 总编辑陳博生
  - 编译室
  - 编辑部：主任钱沧硕
  - 采访部：主任何树元
- 电务部：主任高仲芹
- 事务部：主任王商一
- 人事室
- 译电室
- 资料室

总社所发电讯稿分为：
- “甲播”，呼号“CAP”，每日约2、3万字，由各分社抄收后连同采访的本地新闻发给各报馆收费使用。
- “乙播”，呼号“CBP”，每日约7、8千字，由各小型分社、随军小组抄收后发给中小型报纸、专县新闻免费使用。
- 国际广播，呼号“CGP”，每日约2、3千字，由总社发给国际电台对外广播。
- 《参考电报》，每周一次，约1-3千字，以密码、专机发给各分社、随军小组，供各级负责人员内部参考。
- 《参考消息》，每二、三日一次，约2-3千字，密件邮寄给外地各负责人参考。

1934年，中央社耗費鉅資到意大利和德國購買新式機器，增強發報能力；此外，中央社開始和路透社、哈瓦斯社、合眾國際社等國外通訊社定立交換新聞協議，從而控制了新聞來源渠道，控制了無缐電專發新聞的專利權，使之在中國新闻系統中佔有重要地位。
1937年7月7日，中國抗日戰爭開戰。1937年9月25日，位於南京的中央社總社被侵華日軍夷為平地，但是中央社上海分社照常發稿給各報社。
1939年5月4日，已遷至重慶的中央社總社被日軍炸毀，中央社新聞稿轉由中央社貴陽台發稿。1945年9月2日，盟軍接受日本投降，中央社記者曾恩波首先發出相關新聞稿。
抗戰勝利後，中央社總部遷回南京。1948年鼎盛时期，有分支机构（分社、支社、办事处、特派员）国内52处、国外25处，员工2653人。1949年1月15日，解放军攻占天津，《天津日报》社（兼新华社天津分社）通讯部部长邵红叶为接管中央社天津分社的军代表。1949年1月下辖，中央社总社迁至广州，南京该设中央社办事处，由编辑部主任唐际清主持。1949年1月31日，解放军和平进驻北平市，范长江带队进程接管新闻机构，新华社华北总分社副社长李庄在中央社北平分社编辑主任黄卓明、采访主任赵孝章陪同下抵达西长安街石碑胡同的中央社北平分社，次日完成接管，挂出牌子“新华社北平分社”；2月19日北平市军事管制委员会文化接管委员会派遣石西民（新华社副总编辑）为军代表组长驻社工作。1949年5月5日，石西民、李光绳（新华社电务处副处长）以正、副军代表身份率队接管中央社南京办事处。

### 臺灣時期

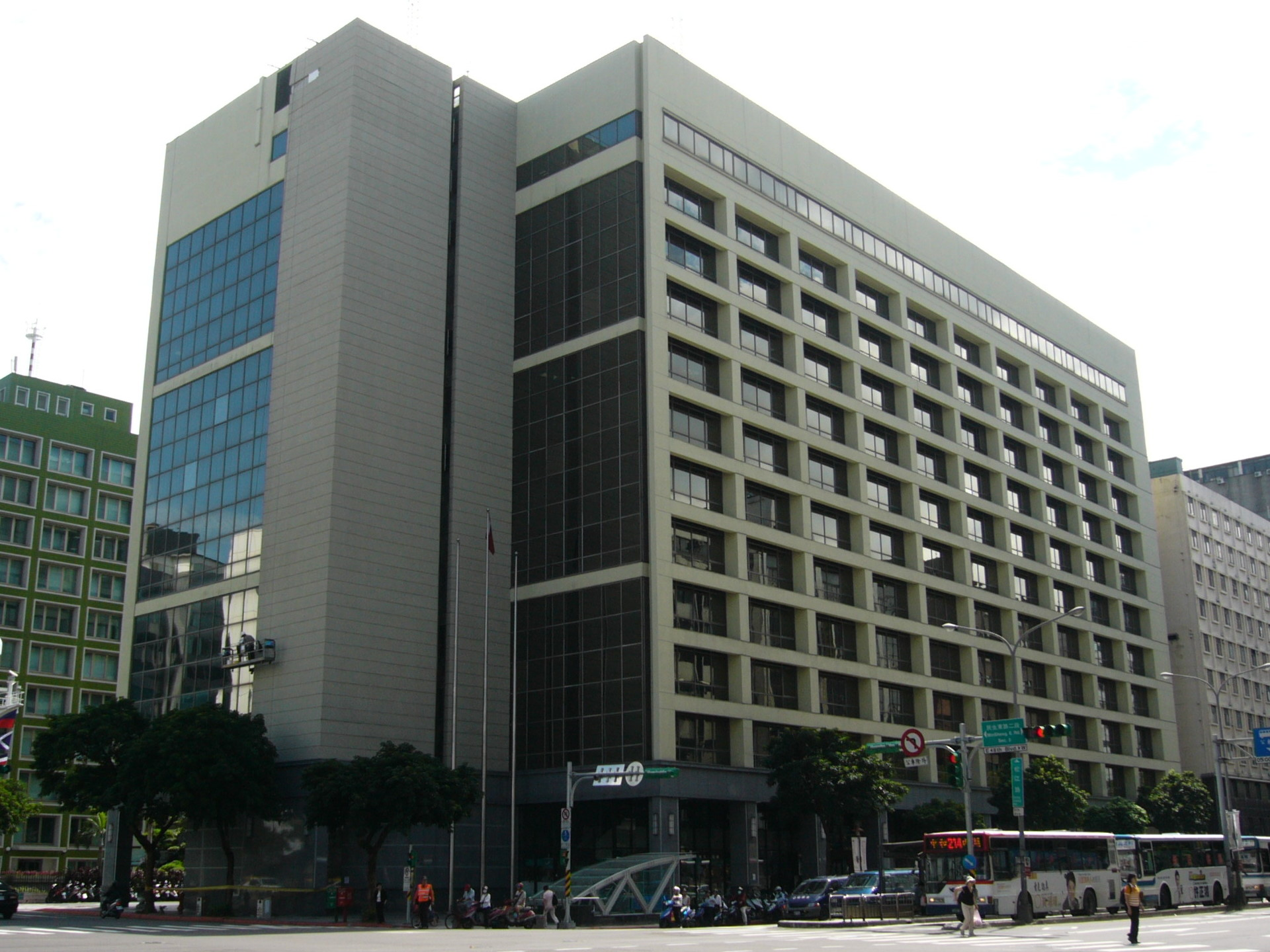
中央通訊社總社設於臺灣臺北市松江路「志清大樓」

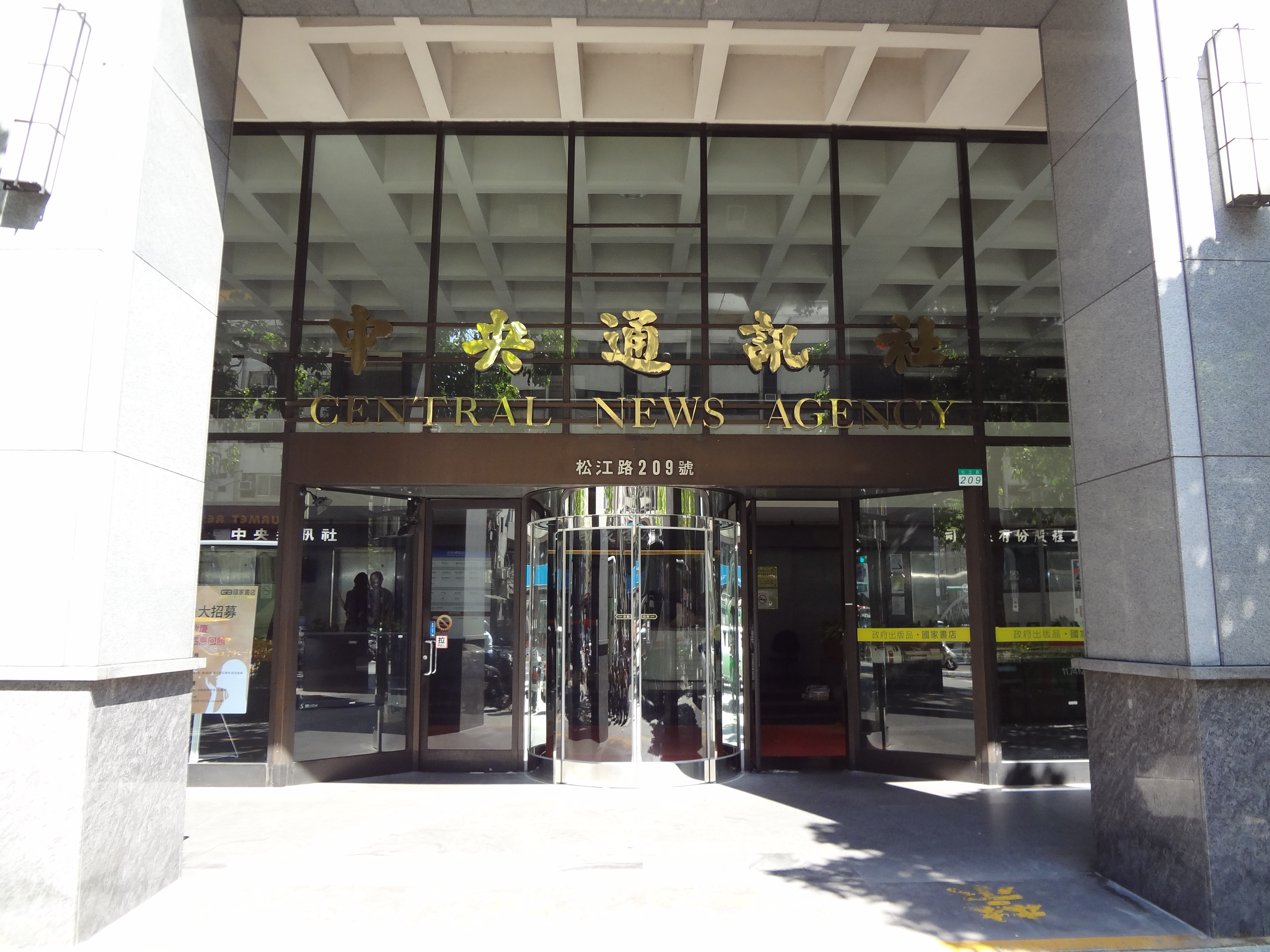
志清大樓左大門上的中央通訊社題字

1949年10月，中央社隨中華民國政府遷至臺灣；同年，中央社總編輯陳博生率先推動發送白話文新聞稿，方便教育程度不高的民眾讀報。1950年10月13日至1954年7月，曾虛白擔任中央社社長，促成中央社重建英文部並發行《英文快報》。
1973年4月2日，中央社改變經營型態，成立股東大會，改組為「中央通訊社股份有限公司」。
1983年4月1日，中央社中文電訊改用頁式傳真。
1993年，中央社成立廣播電視部，發展語音和影像新聞，但因當時腳步未穩、市場無著而中輟。
1995年12月29日，在中央社社長施克敏的遊說之下，立法院三讀通過《中央通訊社設置條例》，授權中央通訊社股份有限公司改制為國營的「財團法人中央通訊社」，中華民國政府捐助新臺幣一千萬元作為財團法人中央通訊社創社基金，由行政院院長連戰聘請「對大眾傳播富有研究之專家學者」、「大眾傳播事業人員」及「社會公正人士」擔任中央社董事，具有同一黨籍的董事不得超過董事總額二分之一（《中央通訊社設置條例》第五條）。中央社成為台灣第一個從黨營改為國營的事業體。
1996年7月1日，依據立法院通過、總統公布之《中央通訊社設置條例》，中央通訊社股份有限公司改制為財團法人中央通訊社；從此，中央社以全民共有之國家通訊社角色，為國內外各界及大眾傳播媒體提供服務，並辦理國家對外新聞通訊業務。
2000年至2008年，以及2011年至今，中央社网站在中國大陸被防火長城封鎖。
2003年，中央社興建攝影棚，以承攬台灣宏觀電視業務。
2005年起，中央社每年固定舉辦「台灣十大潛力人物」甄選，並將得獎人的事蹟與獲獎原因刊登在該社每年12月出版的《世界年鑑》。
2008年12月30日，《政府資訊頻道》上線，《全球中央雜誌》創刊。
2009年2月28日，中央社與卓越新聞獎基金會開始合辦「卓新論壇」系列座談會，預計舉辦12場座談會，探討「公營媒體的發展」、「第四權的自律與他律」等傳媒議題。
2009年3月8日，中央社開始以半年到一年為期，製作《今天的台灣英雄》系列報導，報導臺灣各行各業「平民英雄」的故事。
2009年9月1日，中央通訊社舉行蕭同茲銅像（1974年楊英風作品，魏景蒙題字）安座揭幕儀式與「第一屆中央社新聞獎」頒獎典禮。
2009年10月26日，中央社董事長洪健昭、國立政治大學傳播學院院長鍾蔚文與Yahoo!奇摩總經理洪小玲簽署《未來公民媒體實驗計畫》，中央社負責品管與指導，國立政治大學新聞學系負責提供《大學報》校園新聞內容，Yahoo!奇摩負責刊登新聞，初期實驗一年，是臺灣產學界首度合作進行的新聞媒體開發計畫。
2010年1月1日，中央社推出「中央社手機平台」。
2010年4月1日，中央社影音頻道《全球視野》開播。
2011年4月1日，發表中文新聞行動應用程式《一手新聞》Android版，另與《台灣醒報》、《朝日新聞》及中華電信結盟。
2011年7月1日，發表日文新聞網站《Focus台灣》（フォーカス台湾）、中文新聞行動應用程式《一手新聞》iOS版與英文新聞行動應用程式《Focus Taiwan》。
2012年1月13日，泰國第3電視台與中央社簽定影音新聞合作協議。2012年3月30日，土耳其吉漢新聞社（Cihan News Agency）與中央社簽定新聞合作協議。2012年7月10日，樊祥麟接任中央社社長。
2012年11月27日，中央社以「明天過後的娼桑－社維法修正與性專區的未來」獲得中華民國新聞媒體自律協會「第八屆優質新聞獎2012忠實報導獎」忠實報導類平面媒體即時新聞獎。
2012年12月7日，中央社社長樊祥麟與日本共同通訊社社長石川聰在中央社簽署合作備忘錄（MOU）。2013年5月1日，中央社與共同通訊社簽定新聞合作協議。
2013年7月5日，客家電視台與中央社合作，客家電視台在國際新聞節目《聚焦國際》中播出中央社《全球視野》。
2013年9月1日，中央社推出圖表新聞，使得新聞產品從即時新聞、一般新聞（含商情新聞）、照片新聞、影音新聞等四項，擴大為五項新聞產品，並積極推動營運模式的轉型，將服務對象從媒體客戶B2B擴大為網友、閱聽大眾的B2C。
2013年10月31日，中央社取得台達電子文教基金會的合作後，恢復自行舉辦第39屆曾虛白先生新聞獎，並代辦2013年台達能源與氣候特別獎，藉由該新聞獎項的持續辦理，善盡國家通訊社的職能，倡導媒體勿忘在公共服務領域上應有的責任。
2013年12月16日，中央社與日本第二大入口網站雅虎日本完成聯結，進一步擴大該社日文新聞在日本的影響力。2014年3月2日，《數位時代》雜誌公布2014年「台灣網站100強」，中央社主網站排名第75名。
2014年4月1日，並推出全新改版《一手新聞》iPad版。
2014年10月9日，中央社與葡萄牙Lusa通訊社簪署合作協議，將相互交換中文、葡文與英文三種語文的新聞、照片和影音，並相互提供必要的協助。
2014年11月3日，中央社社長樊祥麟與中央廣播電台總台長賴祥蔚簽署合作協議，中央社主網站、英文、日文及西班牙文網站上可聽取央廣節目，使中央社從文字、照片、圖表及影音等範圍跨足廣播，朝向全媒體之路邁進。
2015年2月，中央社新聞部成立數位新聞中心，統籌網站、社群平台、移動載具及新聞內容App的處理，進一步推動數位化。
2015年5月，與蒙古通訊社（MONTSAME）簽署合作協議，交換文字新聞、照片、圖表及影音新聞。
2015年11月19日，與法國國際廣播電台（RFI）集團確認合作備忘錄，相互同意使用對方新聞內容。
2016年5月31日，與土耳其國家通訊社－安納杜魯社（AA）簽署合作備忘錄，交換各類新聞產品。
2017年3月27日，與俄羅斯衛星社（SPUTNIK）簽署新聞合作協議，互換新聞資訊。
2017年7月1日，第8屆董事會及監事會成立，劉克襄為董事長，邱晃泉為常務監事。董事會通過聘張瑞昌為社長，曾嬿卿為副社長。
2017年10月13日，宏都拉斯副總統葛芭拉（Ava Rossana Guevara Pinto）拜訪中央社，為首次有媒體人出身的外國國家領袖來訪。
2017年12月11日，首屆「我是海外特派員」活動校園巡迴講座拉開序幕，全台校園巡迴34所大專院校，2018年8月選派3位實習生，分別至華盛頓辦事處、雅加達及吉隆坡實習。
2018年1月1日，推出「文化+雙週報」，宣示加強文化新聞質量並進後的升級版。
2018年6月14日，英國牛津大學路透新聞學研究所（Reuters Institute for the Study of Journalism）的2018年數位新聞報告，在台灣地區媒體使用者即時新聞信任度中勇奪第一。
2018年7月2日，成立「媒體實驗室」，開發創新科技在媒體產業的應用，提升華文世界數位閱讀體驗。
2018年8月24日，與財團法人資訊工業策進會簽署合作備忘錄。
2019年1月16日，推出「國際新聞」電子報，每週三、週日上午10時發送，為讀者彙整重要國際新聞。
2019年2月25日，勞資雙方首度簽訂團體協約。
2019年3月29日，推出「早安世界」電子報，每日上午8時發送，為讀者精選當天國內外要聞。
2019年7月12日，波蘭國家通訊社（Polska Agencja Prasowa）社長Wojciech Surmacz拜會中央社，洽談建立兩國家通訊社新聞交流及合作機制。
2020年4月1日，完成Focus Taiwan聽新聞全新服務。
2020年7月1日，第9屆董事會及監事會成立，劉克襄為董事長，胡元輝為常務監事。董事會通過聘張瑞昌為社長，曾嬿卿為副社長。
2020年9月1日，出版《百年大疫COVID-19疫情全紀錄》，詳實記錄疫情初起、擴散、肆虐全球的重大歷程，以及台灣超前部署的防疫成功經驗。
2021年4月7日，與印尼安塔拉通訊社簽訂合作備忘錄，透過新聞媒體交換，提升台、印雙方實質關係，並充實新聞內容。
2021年6月9日，承接中華民國文化部「國際影音串流平台營運及影音內容製作案」，成立專責團隊經營TaiwanPlus。同年8月30日舉行全球開播典禮。
2021年8月30日，由中華民國文化部成立、中央社主責執行的國際影音串流平台「Taiwan+」正式上線。
2021年9月1日，Podcast節目「中央社好POD」開台，內容包含「文化普拉斯」、「特派談新事」及「空中小客廳」三個單元。
2022年4月22日，世新大學發布2022台灣媒體可信度與影響力調查，中央社即時新聞獲民眾最常使用的「傳統媒體電子版」第1，一手新聞App獲民眾及學生最常使用的新聞App第2名。
2022年5月16日，與東海大學進行產學合作，簽訂合作備忘錄。
2022年6月30日，與國立台灣科技大學進行產學合作，簽署合作意向書。
2022年10月5日，與軍聞社簽署合作備忘錄。
2022年12月20日，中央社與日本東京放送電視台（TBS）電視台簽訂合作協議。

## 歷代總社
中央社歷代總社地址如下：
1. 廣東省廣州市越秀南路53號：民國13年（1924年）4月至民國16年（1927年）4月。
2. 南京市成賢街沙塘園：民國16年5月至同年8月。
3. 南京市玄武門丁家橋：民國16年9月至民國21年（1932年）4月。
4. 南京市洪武路壽康里1至2號：民國21年5月至民國26年（1937年）9月。
5. 南京市中山東路72號（馥記大樓）：民國26年9月至同年11月。
6. 漢口市保華街62號：民國26年12月至民國27年（1938年）10月。
7. 重慶市鐵板街2號：民國27年10月至民國28年（1939年）5月。
8. 重慶市上清寺和園：民國28年5月至同年6月。
9. 重慶市中三路1號（兩路口）：民國28年7月至民國35年（1946年）4月。
10. 南京市中山東路72號（馥記大樓）：民國35年4月至民國37年（1948年）12月。
11. 廣州市廣衛路22號：民國38年（1949年）1月至同年3月。
12. 廣州市文德東路10號：民國38年4月至同年10月。
13. 臺北市西寧南路20號：民國38年12月至民國52年（1963年）12月。
14. 臺北市松江路209號（志清大樓）：民國53年（1964年）1月至今。

## 歷代社徽

中央社第三代社徽，使用期間為1990年代末至2004年5月17日
中央社第四代社徽，使用期間為2004年5月18日至2008年6月
中央社第五代社徽（同第三代社徽），使用期間為2008年6月至2011年10月
中央社第六代社徽，使用期間為2011年10月至今

1990年代末至2004年5月17日，中央社啟用第三代社徽。
2004年5月18日，中央社改用綠色基調的第四代社徽，整體標榜「與時俱進」的精神，黑色的「中央通訊社」字樣沿用創社時的字樣。
2009年6月，中央社恢復使用紅藍基調的第三代社徽作為第五代社徽。依據中央社官方說法，中央社第三代社徽涵義如下：藍色中黑體的「中央社」字樣，象徵中央社新聞的客觀、平實、公正；「C」象徵「華人（Chinese）的通訊社，發揮大眾傳播（Communications）功能和新聞的不偏不倚（Central）」；「C」中央的地球，象徵中央社所堅持的新聞國際觀；「CNA」字樣與「中央社」字樣以18度角傾斜上下排列，象徵中央社的「充滿活力，向前奔躍」；飛躍的紅色三條水平尾翼，象徵中央社新聞的迅速、確實、詳盡。
2011年10月，中央社使用第六代社徽，涵義如下：藍色的「CNA」字樣，象徵中央社新聞的客觀、平實、公正；紅色中黑體的「中央通訊社」字樣，代表追求新聞專業的熱情；地球代表中央社掌握世界新聞局勢與跨媒體合作的宏觀視野，也象徵中央社的志向是成為台灣之眼、世界之窗。

## 歷任首長
董事長
1. 馬星野：1973年4月2日—1985年6月30日
2. 曹聖芬：1985年7月1日—1990年6月30日
3. 黃天才：1990年7月1日—1992年7月31日
4. 洪健昭：1992年7月1日—1993年3月31日
5. 蕭天讚：1993年7月1日—2002年6月30日
6. 蘇正平：2002年7月1日—2008年6月30日
7. 黃肇松：2008年7月1日—2009年9月30日
8. 洪健昭：2009年10月14日—2011年6月30日
9. 陳國祥：2011年7月1日—2017年6月30日
10. 劉克襄：2017年7月1日—2023年6月30日
11. 李永得：2023年7月1日—現任

社長
1. 蕭同茲：1932年5月—1950年10月
2. 曾虛白：1950年10月—1964年12月
3. 馬星野：1964年12月—1972年6月
4. 魏景蒙：1972年6月—1978年7月（任內公司化）
5. 林徵祁：1978年7月—1981年5月13日
6. 潘煥昆：1981年5月14日—1988年4月11日
7. 黃天才：1988年4月12日—1990年6月30日
8. 洪健昭：1990年7月1日—1992年6月30日
9. 唐盼盼：1992年7月1日—1994年4月30日
10. 施克敏：1994年5月1日—1997年10月31日
11. 汪萬里：1997年11月17日—2002年6月30日
12. 胡元輝：2002年7月1日—2004年12月31日
  1. 李萬來：2005年1月1日—2005年6月30日（副社長代理）
13. 劉志聰：2005年7月1日—2008年6月30日
14. 陳申青：2008年7月1日—2011年6月30日
15. 羅智成：2011年7月1日—2012年7月9日
16. 樊祥麟：2012年7月10日—2017年6月30日
17. 張瑞昌：2017年7月1日—2023年6月30日
18. 曾嬿卿：2023年7月1日—2024年8月1日
  1. 陳正杰：2024年8月1日—2024年10月31日（副社長代理）
19. 胡婉玲：2024年11月1日—現任

## 發行刊物
- 《文化+》，2018年1月1日推出，為雙週報形式。
- 《全球中央》（CNA News World），2008年12月30日創刊，為月刊形式。2008年12月29日前稱為《新聞大舞台》（英文刊名相同），2003年創刊。
- 《早安世界 （页面存档备份，存于）》，電子報，每日上午8時出刊。
- 《國際脈動 （页面存档备份，存于）》，電子報，每週三日上午10時出刊。